# Bagiana
La bagiana o baggiana o  bazzana in Romagna e nelle Marche o scafata o fave in umido in Umbria, è uno stufato che può differenziarsi notevolmente nei diversi ingredienti usati, ma è caratterizzato dalla presenza fissa di fave fresche. .

## Varianti regionali
È una preparazione molto antica e la ricetta varia notevolmente in base alla regione in cui è preparata. 
In Romagna è cucinata facendo cuocere della pancetta e/o dello spezzatino di manzo con delle cipolle, aggiungendo poi fave sbucciate, piselli, carciofi puliti e passata di pomodoro. Il piatto viene servito ancora caldo con della piadina. In passato, nelle famiglie povere veniva solitamente preparata senza carne (umido matto). 
Nelle Marche  viene servita generalmente come contorno o stuzzichino. La preparazione della bagiana marchigiana è a base di fave fresche e bietole e in alcune varianti locali vengono aggiunti anche finocchio selvatico, patate o carciofi.
In Umbria è diffusa principalmente tra i comuni di Orvieto, dove è anche conosciuta come scafata, Terni e Amelia. Nella zona del Trasimeno il piatto prende il nome di fave in umido. Le fave fresche e le bietole sono alla base della preparazione di questa zuppa, al quale si aggiungono pomodoro, guanciale a dadini e erbe aromatiche quali maggiorana, basilico, mentuccia o finocchio selvatico in base alla zona. La scafata viene servita generalmente con delle bruschette di pane.